# Video CD

Logo VCD

Video CD (zkráceně VCD) je standardní digitální formát k ukládání videozáznamu na CD. Nestihl se však příliš rozšířit, protože byl brzy vytlačen formátem DVD-Video. Dokážou ho přehrát speciální přehrávače, osobní počítače a mnoho DVD přehrávačů. Pro obraz používá kompresi MPEG-1, zvuk je kódován jako MPEG-1 Audio Layer II.
Tento formát byl vytvořen v roce 1993 společnostmi Sony, Philips, Matsushita a JVC. Formát Video CD se stal jedním ze standardů CD a bývá označován jako bílá kniha (white book).

## Technické specifikace

### Video
- Formát komprese: MPEG-1
- Rozlišení:
  - NTSC: 352×240
  - PAL/SECAM: 352x288
- Poměr stran:
  - NTSC: 107:80
  - PAL/SECAM: 5:4
- Snímková frekvence:
  - NTSC: 29,97 nebo 23,976 snímků za sekundu
  - PAL/SECAM: 25 snímků za sekundu
- Bitový tok: 1 150 kilobitů za sekundu
  - konstantní bitový tok

### Audio
- Formát komprese: MPEG-1 Audio Layer II
- Vzorkovací frekvence: 44 100 Hz (44,1 kHz)
- Bitový tok: 224 kilobitů za sekundu
  - konstantní bitový tok